# Ina Stein
Ina Stein (* 9. Januar 1925 in Glogau) ist eine deutsche Kostümbildnerin.

## Leben
Ina Stein wuchs in Potsdam auf, wo ihr Vater als Kavallerist stationiert war, und arbeitete zunächst als Mannequin. Dann ging sie zur UFA-Nachwuchsschule und wurde von Jörg Zimmermann zur Kostümbildnerin ausgebildet.
Als Zimmermanns Assistentin war sie in den 1950er Jahren am Berliner Hebbel-Theater tätig. 1958 wurde sie von dem Münchner Produzenten Franz Seitz erstmals als Kostümbildnerin für einen Film herangezogen. Sie arbeitete auch danach häufig für Seitz, besonders bei Streifen mit dem Kinderstar Hansi Kraus, sie stattete aber auch drei Edgar-Wallace-Filme und einige Ganghofer-Adaptionen aus.
Seit 1977 entwarf sie nur noch für das Fernsehen, darunter für Serien wie Jauche und Levkojen, Derrick und Moselbrück. Im August 1999 wanderte sie zu ihren Verwandten nach Australien aus.

## Filmografie
| - 1959: Die feuerrote Baronesse - 1960: Die tausend Augen des Dr. Mabuse - 1961: Isola Bella - 1961: Schön ist die Liebe am Königssee - 1962: Muß i denn zum Städtele hinaus - 1962: So toll wie anno dazumal - 1962: Das schwarz-weiß-rote Himmelbett - 1963: Ferien vom Ich - 1963: Moral 63 - 1964: Lausbubengeschichten - 1964: Kennwort: Reiher - 1964: Die schwedische Jungfrau - 1965: Neues vom Hexer - 1965: Tante Frieda – Neue Lausbubengeschichten - 1965: An der Donau, wenn der Wein blüht - 1965: Ich suche einen Mann - 1966: Lange Beine – lange Finger - 1966: Onkel Filser – Allerneueste Lausbubengeschichten - 1967: Wenn Ludwig ins Manöver zieht - 1967: Der Hund von Blackwood Castle - 1968: Zum Teufel mit der Penne - 1968: Der Mann mit dem Glasauge - 1969: Sieben Tage Frist - 1969: Ludwig auf Freiersfüßen | - 1969: Blonde Köder für den Mörder - 1969: Herzblatt oder Wie sag ich’s meiner Tochter? - 1969: Hurra, die Schule brennt! - 1970: Atemlos vor Liebe - 1971: Morgen fällt die Schule aus - 1972: Versuchung im Sommerwind - 1972: Betragen ungenügend! - 1973: Blau blüht der Enzian - 1973: Das fliegende Klassenzimmer - 1973: Die blutigen Geier von Alaska - 1973: Schloß Hubertus - 1974: Drei Männer im Schnee - 1974: Als Mutter streikte - 1974: Zwei himmlische Dickschädel - 1974: Wer stirbt schon gerne unter Palmen - 1975: Bis zur bitteren Neige - 1975: Der Edelweißkönig - 1976: Das Schweigen im Walde - 1976: Anita Drögemöller und die Ruhe an der Ruhr - 1976: Unordnung und frühes Leid - 1977: Die Jugendstreiche des Knaben Karl - 1982: Der Jagerloisl - 1987: Moselbrück (Serie) - 1995: Ein Richter zum Küssen |